# Чемпионат Англии по снукеру среди профессионалов
Чемпионат Англии по снукеру среди профессионалов (англ. English Professional Snooker Championship, иногда встречается упрощённое название English Professional) — профессиональный нерейтинговый снукерный турнир, проводившийся в 1980-е года в Англии. Этот турнир имел множество аналогов в остальных частях Великобритании и, как и другие соревнования этого типа, проводился только с участием местных игроков.

## История
Первый чемпионат Англии среди профессионалов прошёл в 1981 году при спонсорской поддержке Джона Кураджа, но продержался всего один сезон. Возобновился турнир в 1985, когда организация WPBSA взяла его под свой контроль и увеличила призовой фонд. С 1985 по 1987 года чемпионат также спонсировался компанией Tolly Cobbold и проводился в Ипсвиче; таким образом, турнир стал заменой Tolly Cobbold Classic, который также проходил в этом городе.
В 1988 году был расторгнут контракт с Tolly Cobbold, и турнир прошёл без спонсора. В следующем году прекратилась и поддержка со стороны WPBSA; таким образом, English Professional Champiosnhip утратил своё значение и перестал проводиться.

## Победители
| Год                              | Победитель   | Финалист    | Счёт | Сезон   | Место проведения | Приз победителю |
| -------------------------------- | ------------ | ----------- | ---- | ------- | ---------------- | --------------- |
| 1981                             | Стив Дэвис   | Тони Мео    | 9:3  | ?       | Бирмингем        | £ 4 000         |
| 1982-1984 турниры не проводились |              |             |      |         |                  |                 |
| 1985                             | Стив Дэвис   | Тони Ноулз  | 9:2  | 1984/85 | Ипсвич           | £ 17 500        |
| 1986                             | Тони Мео     | Нил Фудс    | 9:7  | 1985/86 | Ипсвич           | £ 18 500        |
| 1987                             | Тони Мео     | Лес Додд    | 9:5  | 1986/87 | Ипсвич           | £ 20 000        |
| 1988                             | Дин Рейнолдс | Нил Фудс    | 9:5  | 1987/88 | Ипсвич           | £ 15 000        |
| 1989                             | Майк Халлетт | Джон Пэррот | 9:7  | 1988/89 | Бристоль         | £ 15 500        |